# An Evening in Rivendell
An Evening in Rivendell («Un atardecer en Rivendel») es el primer álbum del grupo danés de Caspar Reiff y Peter Hall, el Tolkien Ensemble. Contiene canciones compuestas sobre las letras de los poemas contenidos en la novela El Señor de los Anillos, de J. R. R. Tolkien y constituye la primera parte de lo que estaba llamado a convertirse en una completa interpretación musical de todos los poemas del libro.
Para la grabación de este álbum se unieron al conjunto inicial del Tolkien Ensemble el cuarteto de folk Commotio, y un coro masculino constituido por miembros de coros profesionales y semiprofesionales.
En 2001 este álbum fue reeditado junto con A Night in Rivendell en un pack de dos discos con el título J. R. R. Tolkien — 24 Songs from The Lord of the Rings. En 2006 se puso a la venta Complete Songs & Poems, un pack de cuatro discos compactos con los cuatro álbumes del Ensemble, empezando por el presente, la totalidad de su proyecto musical sobre los poemas de El Señor de los Anillos.

## Pistas
| N.º   | Título                                                                         | Escritor(es)              | Duración |  |
| 1.    | «Verse of the Rings»                                                           | Caspar Reiff              | 4:06     |  |
| 2.    | «The Old Walking Song» (The Road...)                                           | Caspar Reiff              | 4:58     |  |
| 3.    | «Tom Bombadil's Song» (Hey dol! Merry dol!)                                    | Peter Hall                | 5:40     |  |
| 4.    | «The Man in the Moon Stayed Up Too Late» (There is an inn, a merry old inn...) | Caspar Reiff y Peter Hall | 4:58     |  |
| 5.    | «Song of Beren and Lúthien»                                                    | Caspar Reiff              | 7:59     |  |
| 6.    | «Galadriel's Song of Eldamar» (I sang of leaves...)                            | Caspar Reiff              | 6:23     |  |
| 7.    | «Elven Hymn to Elbereth Gilthoniel» (Snow-white! Snow-white!)                  | Caspar Reiff              | 5:31     |  |
| 8.    | «The Ent and the Ent-wife»                                                     | Caspar Reiff              | 7:45     |  |
| 9.    | «Sam's Rhyme of the Troll»                                                     | Peter Hall                | 5:19     |  |
| 10.   | «Galadriel's Song of Eldamar» (Ai! Laurië lantar...)                           | Caspar Reiff              | 6:10     |  |
| 11.   | «Sam's Song in the Orc-tower»                                                  | Caspar Reiff y Peter Hall | 5:20     |  |
| 12.   | «The Old Walking Song» (The Road..., reprise)                                  | Caspar Reiff              | 2:41     |  |
| 67:49 |                                                                                |                           |          |  |

## Créditos

### Músicos
- Peter Hall: voces solistas (Frodo, Sam y Tom Bombadil), guitarra, armónica y penny-whistle;
- Caspar Reiff: guitarra;
- Morten Ryelund Sørensen: violín;
- Øyvind Ougaard: acordeón;
- Morten Ernst Lassen: voz de Aragorn;
- Signe Asmussen: voces de Galadriel y la ent-mujer;
- Mads Thiemann: voces de Bilbo y el ent;
- Ole Jegindø Norup: voz de Gildor;
- Melene Nordtorp: voz de Baya de Oro;
- Torben H. S. Svendsen: doble bajo;
- Peter Halaburt: oboe;
- Jesper Korneliussen: vibráfono, marimba, campanas y carillón;
- Mette Tjærby: violín
- Anne Eltard: violín folk;
- Tom McEwan: percusión, cucharas y platos;
- Maria Boelskov: arpa;
- Michael Friis: bajo;
- Berit Johanson: piano;
- Nina Reintoft: violonchelo;
- Cuarteto Commotio: Morten Ryelund, Mette Tjærby, Jørgen Eyvind Hansen y Nina Reintoft;
- Coro masculino: Steffen Bruun, Johnny Johansen, Anders Holte, Björn Tengstrand, Frank Sylvan, Morten Clausen, Jacob Ægidius, Morten Ryelund Sørensen, Torben Eskildsen y Caspar Reiff.

### Producción
- Director musical: Morten Ryelund Sørensen;
- Productores: Caspar Reiff, Peter Hall y Morten Ryelund Sørensen;
- Ingeniería: Hans Nielsen y Saqib;
- Ilustración de cubierta: Margarita II de Dinamarca;
- Diseño de cubierta: Dan Eggers y Connie B. Berentzen.